# Revolving Doors
«Revolving Doors» es un sencillo doble lado A con Amarillo lanzado por la banda virtual británica Gorillaz, de su cuarto álbum de estudio The Fall.

## Antecedentes
«Revolving Doors» fue grabado en Boston, Massachusetts en 5 de octubre de 2010 durante su gira mundial Escape to Plastic Beach World Tour. Durante una entrevista una entrevista con 5th Pirate Radio, 2-D habla sobre la canción: «Escribí la canción después de ver un conjunto de puertas giratorias en un hotel. Me recordó lo lejos que estaba de mi hogar y cuánto estaba fuera de lugar».
«Revolving Doors» fue presentado en vivo por primera vez en Blue Hills Bank Pavilion en Boston, Massachusetts durante el Humanz Tour en 12 de julio de 2017, casi 7 años después de su lanzamiento oficial. La presentación marcó la primera canción de The Fall en vivo.

## Recepción
NME dio al sencillo una reseña positiva: «Revolving Doors es muy diferente a cualquier cosa que Gorillaz haya hecho antes. Mientras las voces de Damon introducen un frágil toque humano a los procedimientos, el líder de Gorillaz gira este lamento sobre guitarras suaves y cantos hipnóticos».